# Maurice Desimpelaere
Maurice Desimpelaere (ou Maurice De Simpelaere) est un coureur cycliste belge, né le 28 mai 1920 à Ledegem et mort le 30 janvier 2005 à Wevelgem.

## Palmarès
- 1939

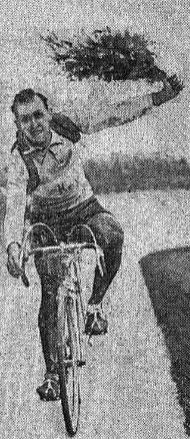
Desimpelaere vainqueur de Paris-Roubaix (1944).

  - 3e du Circuit de Flandre centrale
- 1942
  - 3e du Circuit des Aiglons
- 1944
  - Paris-Roubaix
  - 2e du Grand Prix de Provence
- 1945
  - Grand Prix cycliste d'Espéraza
  - Circuit de la Capitale
  - 2e du Circuit Het Volk
  - 3e du Circuit de Paris
  - 3e du Circuit des Ardennes flamandes - Ichtegem
  - 4e de Paris-Tours
  - 5e de Paris-Roubaix
- 1946
  - Maurice Desimpelaere après sa victoire pendant À travers la Flandre 1946 (collection KOERS. Musée de la Course Cycliste)À travers la Belgique :
    - Classement général
    - 2e étape

  - Bruxelles-Moorslede
  - 2e de Gand-Wevelgem

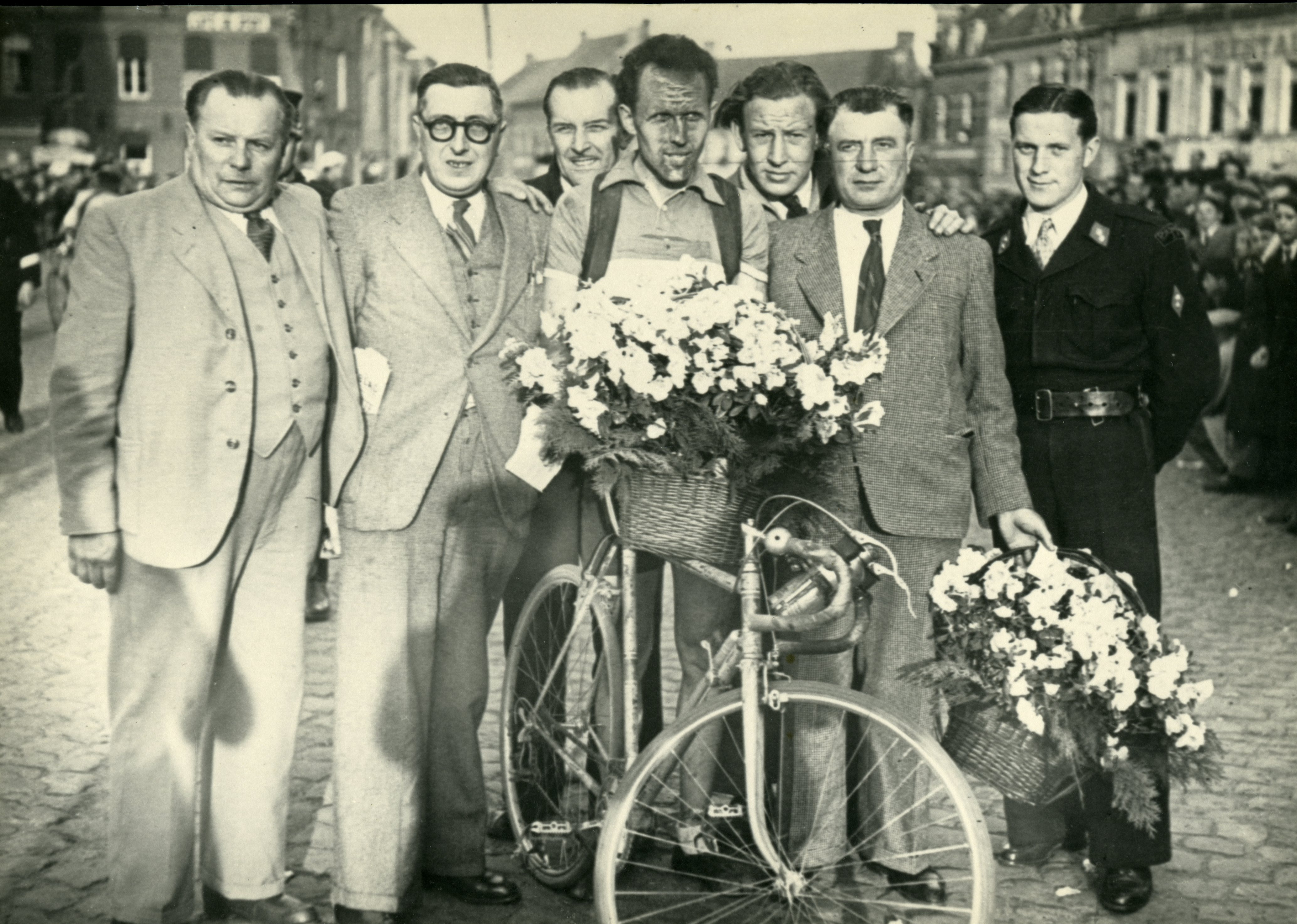
Maurice Desimpelaere après sa victoire pendant À travers la Flandre 1946 (collection KOERS. Musée de la Course Cycliste)

  - 3e du Circuit des monts du sud-ouest
  - 7e de Paris-Roubaix
  - 7e de Paris-Tours
- 1947
  - Gand-Wevelgem
  - Trois villes sœurs
  - Bruxelles-Moorslede
  - Paris-Montceau-les-Mines
  - 2e de Paris-Bruxelles
  - 2e de la Flèche wallonne
- 1948
  - Grote Prijs Dr. Eugeen Roggeman
  - Circuit de Flandre occidentale
  - 2e de Mandel-Lys-Escaut
  - 7e de Paris-Bruxelles
- 1949
  - Paris-Saint-Étienne
  - 2e du Grand Prix Jules Lowie
  - 9e de Milan-San Remo